# Indonesia Open (badminton) de 1993
O Indonesia Open de 1993 de badminton foi realizado em Jakarta, de 21 a 25 de Julho de 1993. Foi a décima segunda edição do torneio e a premiação foi de US$166,000.

## Resultados finais
| Categoria         | Campeões                     | Finalista                       | Placar             |
| ----------------- | ---------------------------- | ------------------------------- | ------------------ |
| Simples Masculino | Alan Budikusuma              | Fung Permadi                    | 15–10, 14–17, 15–4 |
| Simples Feminino  | Ye Zhaoying                  | Susi Susanti                    | 11-9, 12-11        |
| Duplas Masculinas | Ricky Subagja & Rexy Mainaky | Eddy Hartono & Richard Mainaky  | 15-13, 15-10       |
| Duplas Femininas  | Finarsih & Lili Tampi        | Eliza Nathanael & Zelin Resiana | 17-16, 15-12       |
| Duplas Mistas     | Gunawan & Rosiana Tendean    | I. Paulus & S. Herawaty         | 15-7, 15-3         |